# Duplex-Drehgestell

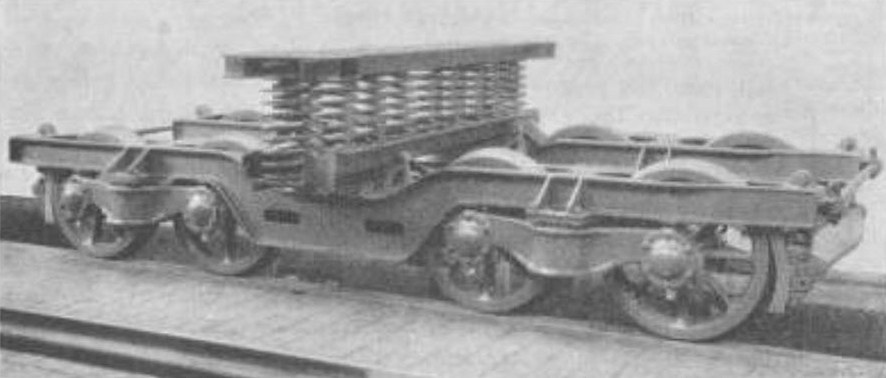
Duplexdrehgestell der Schweiz. Lokomotiv- und Maschinenfabrik Winterthur. Werkbild SLM

Das Duplex-Drehgestell ist ein von Jakob Buchli bei der SLM entwickeltes Drehgestell mit Losradsätze für Schnellzugswagen, bei welchem die vom Sinuslauf verursachte Schlingerbewegung des Drehgestells unterbunden werden sollte. Das Drehgestell kam nicht über das Versuchsstadium hinaus.

## Technik
Der rechte und linke Längsträger des Drehgestells enthält zwei oder zwei Paar Losradsätze. Jeder Längsträger besitzt einen eigenen Drehzapfen, durch den er mit der am Wagenkasten befestigten Wiege verbunden ist. Die Sekundärfederung bestand aus einer Reihe von Schraubenfedern. Die Primärfedern waren zwischen Längsträger und dem gemeinsamen Lagergehäuse eines Losradpaars angebracht. Die beiden Längsträger des Drehgestells waren mit Spurstangen verbunden. In den Kurven verkleinerte sich das Spurmass des Drehgestells, weil sich die beiden Längstrager zusammen mit den Spurstangen wie ein schiefes Parallelogramm verhielten. Ausserdem waren die Laufflächen der Räder konisch ausgeführt, dafür die Stummelachse mit einer Neigung von 1:20 angeordnet.
Mit dem Duplex-Drehgestell versuchte man Schlingerbewegungen zu vermeiden, die bei Radachsen mit konischen Radreifen auftreten.